# Miscanthus nudipes
Miscanthus nudipes är en gräsart som först beskrevs av August Heinrich Rudolf Grisebach, och fick sitt nu gällande namn av Eduard Hackel. Miscanthus nudipes ingår i släktet miskantusar, och familjen gräs. Inga underarter finns listade i Catalogue of Life.